# Manfred Ewald
Manfred Ewald (Podejuch, Pomerania (hoy Szczecin), 17 de mayo de 1926-Damsdorf, 21 de octubre de 2002) fue presidente de la Deutscher Turn- und Sportbund y un influyente funcionario alemán que desempeñó sus funciones en la República Democrática Alemana (RDA).

## Biografía
Discípulo de una Napola, se formó como administrativo en la administración municipal de Szczecin entre 1940 y 1943; posteriormente le formaron para ser granadero del ejército blindado en Kalisz. Fue jefe de patrulla en cuatro poblaciones de los alrededores de Szczecin. Al mismo tiempo perteneció al círculo de resistencia de Walter Empacher y Werner Krause, por cuyo encargo se afilió al Partido Nacionalsocialista Obrero Alemán el 20 de abril de 1944. Su participación en dicho círculo ha sido puesta en duda por el historiador Giselher Spitzer. Fue herido el 2 de diciembre de 1944 y perdió dos dedos de su mano derecha, y después fue hecho prisionero por los soviéticos.
Después de la caída de los nazis fue cofundador del Partido Comunista de Alemania (KPD) de Podejuch, Szczecin y Löcknitz. Se trasladó a Greifswald, donde dirigió la comisión juvenil antifascista. Al ser miembro del KPD se convirtió en miembro del Partido Socialista Unificado de Alemania (PSUA) tras la fusión del KPD y del SPD, y al pertenecer a una comisión juvenil antifascista automáticamente pasó a formar parte de la Juventud Libre Alemana (FDJ). Entre 1946 y 1948 fue secretario de esta organización en Greifswald, y desde 1947 fue también miembro de su consejo central.
Entre 1952 y 1960 fue presidente del Staatliches Komitee für Körperkultur und Sport («comité estatal para la educación física y el deporte»). En 1961 se le nombró presidente de la recién creada Deutscher Turn- und Sportbund, y en 1973 se hizo cargo del Comité Olímpico Nacional de la RDA. A partir de 1963 fue miembro del comité central del PSUA.
Se le considera el principal organizador del «milagro deportivo de la RDA» debido a su posición principal dentro del sistema deportivo del país.
En 1988 tuvo que abandonar la presidencia de la Deutscher Turn- und Sportbund después de una acción de la Stasi. Después de Die Wende fue juzgado por ser cómplice de infligir daño a veinte deportistas al administrarlas sin su conocimiento anabolizantes, y fue condenado a veintidós meses de libertad condicional. Se demostró su participación en el sistema estatal de dopaje, denominado Plan Estatal 14.25, en el que participaron distintos deportistas, la mayoría de ellos sin saberlo.